# Stig Björkman
Stig Gösta Henning Stigson Björkman, född 2 oktober 1938 i Stockholm, är en svensk författare, filmregissör och filmkritiker.

## Biografi
Stig Björkman är son till bokförläggaren Stig M. H:son Björkman och redaktören Gunvor Söderbergh samt halvbror till överstelöjtnant Ulf Björkman och farbror till Thérèse Juel. De tillhör släkten Björkman från Marbäck, vilken finns upptagen i Svenska Släktkalendern 1982.
Björkman var redaktör på filmtidskriften Chaplin 1964–1972 och har med stort engagemang skrivit en rad böcker om filmkonsten och intervjuböcker med bland andra Ingmar Bergman, Woody Allen och Lars von Trier.

### Filmskapande
Som regissör debuterade han med kortfilmen Letitia 1964 och långfilmsdebuterade med Jag älskar, du älskar 1968. 1972 gjorde han den amerikanska filmen Georgia, Georgia om den svarta amerikanska sångerskan Georgia Martin och 1975 fick han sitt konstnärliga genombrott med Den vita väggen, och huvudrollsinnehavaren Harriet Andersson blev flerfaldigt prisbelönad för sin roll som frånskild hemmafru.
Efter att ha gjort ett flertal internationellt spridda dokumentärfilmer om bland annat Ingmar Bergman tillfrågades Björkman inför 100-årsjubileet av Ingrid Bergmans födelse av dottern Isabella Rossellini med syskon om han ville åta sig att göra en minnesfilm om skådespelerskan, baserad på hennes privata dagböcker och smalfilmer från familjens privata samling. Det resulterade i tvåtimmarsfilmen Jag är Ingrid, som väckte uppmärksamhet vid premiärvisningen på Filmfestivalen i Cannes 2015, där Ingrid Bergman var festivalens huvudpersonlighet för året.

### Familj och övrigt
Björkman har ofta samarbetat med och sammanlevde länge med författarinnan Sun Axelsson. Han har även gjort översättningar för ett stort antal konstnärliga, utländska biograffilmer till svenska.

## Priser och utmärkelser
Björkman har belönats med flera priser och därtill nominerats till ytterligare utmärkelser. Han mottog Filmpennan 1962, och för sin debutfilm Letitia belönades han med priset Silver Sail vid Locarnos filmfestival 1964. 1968 fick han Chaplin-priset för sin långfilmsdebut Jag älskar, du älskar och 1969 vann hans kortfilm Nej pris vid en filmfestival i Oslo. 1973 nominerades han till en Guldbjörn för Georgia, Georgia och 1975 nominerades han till Golden Prize vid Moskvas internationella filmfestival. 
1987 nominerades han för bästa film vid International Fantasy Film Award i Fantasporto för filmen Bakom jalusin. 1999 fick han Jurgen Schildt-priset och han tilldelades 2004 års stipendium ur Elisabeth Sörensons Minnesfond med motiveringen "Stig Björkman är som författare och journalist inom filmens område folkbildande, genreöverskridande och genuint intresserad av all sorts film.
Stig Björkman har under en lång följd av år verkat i Elisabeth Sörensons anda."
2016 Guldbaggenominerades hans film Jag är Ingrid.
2018 tilldelades Björkman Svenska Filminstitutets Hedersguldbagge.
2023 tilldelades Stig Björkman Sveriges Förenade Filmstudios filmpris. https://www.filmstudio.se/

## Filmografi
- 1964 – Letitia
- 1967 – Sanningen om nya Anna Susanna
- 1968 – Jag älskar, du älskar
- 1969 – To Australia with - - - - (Love)
- 1969 – Nej
- 1970 – Med andra ord
- 1971 – Vårt hem på jorden
- 1972 – Georgia, Georgia
- 1972 – Ingmar Bergmans värld
- 1974 – Sanningens ögonblick
- 1975 – Den vita väggen (Två kvinnor; samvisad vid premiären)
- 1975 – Två kvinnor
- 1979 – Gå på vattnet om du kan
- 1980 – Elva timmar i en kvinnas liv
- 1984 – Bakom jalusin
- 1985 – 1985. Vad hände katten i råttans år?
- 1985 – Ackord
- 1989 – Imorron och imorron och imorron
- 1994 – Alla våra morgondagar
- 1995 – Jag är nyfiken, film
- 1997 – Tranceformer
- 2009 – Bilder från lekstugan
- 2010 – ...men filmen är min älskarinna
- 2013 – Fanny, Alexander & jag
- 2015 – Jag är Ingrid